# Приозерний (Псковська область)
Приозерний (рос. Приозёрный) — селище в Опочецькому районі Псковської області Російської Федерації.
Населення становить 214 осіб. Входить до складу муніципального утворення Варигинська волость.

## Історія
Від 2015 року входить до складу муніципального утворення Варигинська волость.

## Населення
| 2001 | 2002 | 2010 | 2014 | 2015 | 2016 |
| ---- | ---- | ---- | ---- | ---- | ---- |
| 329  | ↘206 | ↘172 | ↗228 | →228 | ↘214 |